# Gaudapada
Gaudapada war ein Gelehrter des Vedanta im frühmittelalterlichen Indien, der wahrscheinlich in der ersten Hälfte des 6. Jahrhunderts lebte.

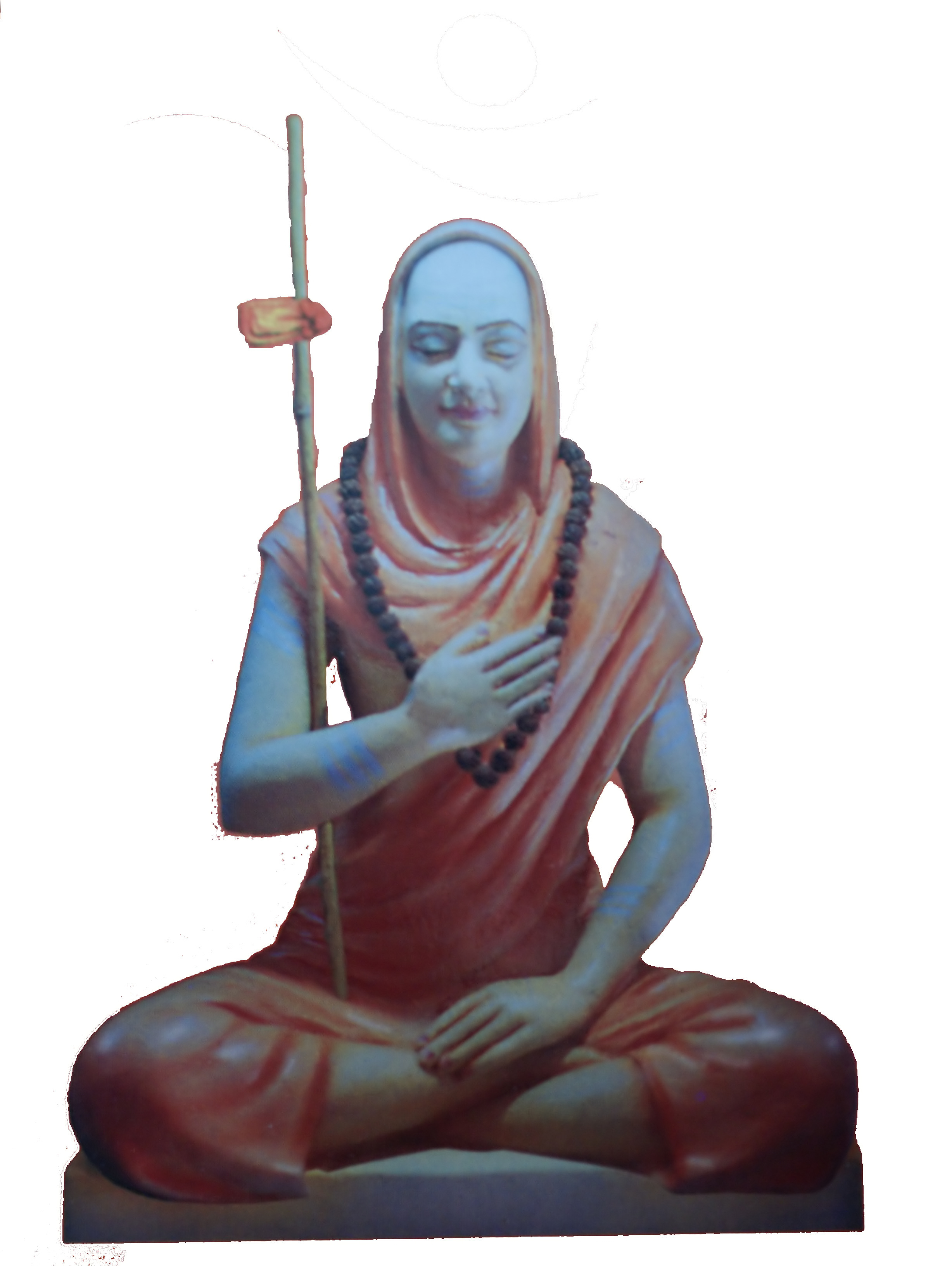
Statue von Gaudapada

## Etymologie
Der Sanskritname Gaudapada (oder auch Gaudapadacharya) setzt sich zusammen aus den Substantiva gauda (गौड – gauḍa) Zucker, Molasse und pada (पाद – pāda) Fuß, d. h. zum Land des Zuckers gehörig, wobei Bengalen hiermit gemeint ist.

## Leben
Über das Leben Gaudapadas gibt es nur wenige bibliographische Anhaltspunkte, eine genaue zeitliche Einordnung ist daher nicht möglich. Sicher ist, dass er noch vor Adi Shankara lebte, der möglicherweise ein Schüler seines Schülers Govinda Bhagavatpada war. Weiterhin ist gesichert, dass er nach dem 4. Jahrhundert gelebt haben muss, da er buddhistische Standpunkte von Nagarjuna und Asanga zitiert, wobei letzterer ins Indien des 4. Jahrhunderts datiert wird. Wahrscheinlich lebte Gaudapada im frühen 6. Jahrhundert. Ein weiterer indirekter Hinweis hierfür stammt aus buddhistischen Quellen, in denen die Gelehrten Bhavaviveka, Santaraksita und Kamalasila ihrerseits Gauḍapada zitieren. Laut Potter war Bhavaviveka ein Zeitgenosse von Dharmapala, den chinesische Aufzeichnungen in die Mitte des 6. Jahrhunderts rücken. Sollte all dies richtig sein, so muss Gaudapada um 500 in der ersten Hälfte des 6. Jahrhunderts gelebt haben.
Angeblich hat Gaudapada die Shri Gaudapadacharya Math gegründet.

## Verhältnis zum Buddhismus
Der Einfluss buddhistischer Doktrin auf Gaudapada ist ein heikles Thema. Einige Gelehrte wie Bhattacharya und Raju sind der Ansicht, dass Gaudapada die buddhistischen Doktrin über vijñapti-mātra (die letztendliche Realität ist reines Bewusstsein) und den Aufbau von Māyā (die Natur der Welt begründet sich in vierseitiger Verneinung) übernommen hat. Gaudapada verwob diese beiden Doktrin mit der Philosophie der Mandukya-Upanishad, was dann später von Shankara noch weiter ausgebaut wurde.
Von besonderem Interesse ist das 4. Kapitel der Karika, in dem laut Bhattacharya zwei Verse auf Buddha Bezug nehmen und außerdem der buddhistische Terminus Asparsayoga entlehnt wird. Für Murti ist die Schlussfolgerung unausweichlich, dass Gaudapada als Philosoph des Vedanta den Versuch unternommen hat, unter Hinzuziehung der buddhistischen Doktrin des Madhyamika und des Yogachara, die er freizügig  aufgreift und zitiert, eine Advaita-Interpretation des Vedanta herauszuarbeiten. Sein Endresultat hat jedoch mit Buddhismus nicht mehr viel gemein.
Die ersten drei Kapitel der Karika beruhen vollkommen auf dem Vedanta und den Upanishaden mit praktisch keinerlei buddhistischem Beigeschmack. Sie setzen sich mit Brahman und Atman auseinander, nicht so Kapitel 4. Murti vermutet daher, dass Kapitel 4 von jemand anderem als Gaudapada redigiert worden war. Diese Ansicht wird auch von Richard King geteilt. Interessant ist in diesem Zusammenhang auch die Tatsache, dass Vedanta-Gelehrte nach Gaudapada nie aus Kapitel 4 zitieren, sondern immer nur aus den ersten drei. Sarma glaubt, dass Kapitel 4 eventuell von Gaudapada geschrieben worden war, da er mit den Lehren des Mahayana sehr gut vertraut war. Ihn deswegen aber als offenen oder versteckten Buddhisten bezeichnen zu wollen ist absurd, da die Doktrin von Gaudapada und des Buddhismus laut Murti total entgegengesetzt sind:

„Die Anhänger des Vedanta setzen alles auf Atman (Brahman) und akzeptieren die Autorität der Upanishaden. Wie bereits ausführlich aufgezeigt ist der buddhistische Standpunkt des Nairatmya diametral dem Konzept des Atman (Seele, Substanz, das Immerwährende und Universelle) entgegengesetzt.“

Anhänger des Advaita haben sich traditionell einer buddhistischen Einflussnahme erwehrt. Die moderne Forschung aber akzeptiert, dass Gaudapada buddhistischem Gedankengut ausgesetzt war, da er buddhistische Terminologie zur besseren Erklärung seiner eigenen Ideen benutzt. Dennoch wäre es falsch, ihn deswegen nicht als Vedantisten, sondern als Buddhisten einzustufen.

## Werk
Sein bedeutendstes literarisches Werk war zweifellos die Mandukya Karika, ein in Versform geschriebener Kommentar zur Mandukya-Upanishad, welcher auch als Gauḍapāda Kārikā und als Āgama Śāstra bekannt ist.
Die Māṇḍukya Kārikā ist die älteste bekannte, systematische Abhandlung über Advaita Vedanta, jedoch existieren durchaus noch ältere Schriften des Advaita. Vor Shankaras Zeit erschienen auch noch andere Lehrschriften desselben Inhaltes.
Es werden noch weitere Werke Gaudapada zugeschrieben, aber ihre Zuordnung ist ungewiss:
- ein Bhasya (Kommentar) zur Brihadaranyaka-Upanishad
- ein Bhasya zur Nrisimha Tapaniya Upanishad
- ein Bhasya zur Anugita
- Durga Saptashati Tika – Bhasya zu Devi Mahatmya
- Sri Vidyaratna Sutra (Bhasya)
- Subhagodaya über Sri Vidya(ratna Sutra)
- Uttara Gita Bhashya

Gaudapada soll auch noch einen Kommentar zu den Samkhyakārikā angefertigt haben. Laut Potter dürfte dies jedoch unwahrscheinlich sein, da dieser recht naiv gehaltene Kommentar nicht zur gewöhnlichen Tiefe der Argumentationsweise bei Gaudapada passt.